# Felice Ronconi
Pour les articles homonymes, voir Ronconi.
Felice Ronconi, né en 1811 à Venise et mort le 10 septembre 1875 à Saint-Pétersbourg, est un professeur de chant et compositeur italien.

## Biographie
Felice Ronconi fait sa formation musicale auprès de son père Domenico Ronconi. Il enseigne ensuite le chant dans les villes de Wurtzbourg, Francfort-sur-le-Main, Milan et Saint-Pétersbourg.
Il écrit une méthode sur l'enseignement du chant et quelques mélodies.